# Bernard Brandt
Bernard Brandt (* 14. November 1960) ist ein ehemaliger Schweizer Freestyle-Skier. Er war auf die Buckelpisten-Disziplin Moguls spezialisiert und gewann 1991 im Rahmen der Weltmeisterschaften die Silbermedaille. Im Weltcup gelangen ihm vier Siege.

## Biografie
Bernard Brandt gab am 5. Februar 1984 sein Debüt im Freestyle-Skiing-Weltcup. Sein erstes Top-10-Resultat erreichte er einen Monat später als Neunter in Campitello Matese. Ein Jahr danach gelang ihm in Pila sein erster Weltcupsieg. Im Winter 1985/86 stiess Brandt dank mehreren Spitzenplatzierungen erstmals unter die besten zehn Buckelpistenfahrer der Welt vor. Bei den ersten Weltmeisterschaften in Tignes musste er sich mit Rang 13 begnügen.
Nach einer Saison Pause kehrte er in den Weltcup zurück und erreichte im Januar 1988 seinen ersten Podestplatz seit fast drei Jahren. Im März darauf konnte er am Oberjoch und in La Clusaz seine Siege zwei und drei feiern. Bei den Weltmeisterschaften am Oberjoch wurde er ein Jahr später Achter. Im Dezember 1989 schaffte er in Tignes seinen vierten und letzten Weltcupsieg und erreichte daraufhin als Siebenter ein Karrierehoch in der Disziplinenwertung. Bei den Weltmeisterschaften in Lake Placid gelang ihm sein grösster Karriereerfolg, als er hinter dem grossen Dominator Edgar Grospiron die Silbermedaille gewann. 1991/92 bestritt Brandt vereinzelt auch Aerials- und Ballett-Wettkämpfe, konnte sich dabei aber nie in den Punkterängen klassieren. In der Kombination gelang ihm hingegen ein dritter Platz in Lake Placid. Bei den Olympischen Spielen von Albertville, wo die Buckelpiste erstmals im offiziellen Programm aufschien, kam er über Rang 39 nicht hinaus. Am Ende der Saison beendete er seine aktive Laufbahn im Leistungssport.

## Erfolge

### Olympische Spiele
- Albertville 1992: 39. Moguls

### Weltmeisterschaften
- Tignes 1986: 13. Moguls
- Oberjoch 1989: 8. Moguls
- Lake Placid 1991: 2. Moguls

### Weltcupwertungen
| Saison  | Gesamt | Gesamt | Moguls | Moguls | Kombination | Kombination |
| Saison  | Platz  | Punkte | Platz  | Punkte | Platz       | Punkte      |
| ------- | ------ | ------ | ------ | ------ | ----------- | ----------- |
| 1984    | 71.    | 3      | 31.    | 20     | –           | –           |
| 1984/85 | 45.    | 10     | 19.    | 71     | –           | –           |
| 1985/86 | 26.    | 19     | 9.     | 77     | –           | –           |
| 1987/88 | 29.    | 18     | 8.     | 128    | –           | –           |
| 1988/89 | 35.    | 16     | 11.    | 110    | –           | –           |
| 1989/90 | 27.    | 19     | 7.     | 115    | –           | –           |
| 1990/91 | 58.    | 8      | 21.    | 68     | –           | –           |
| 1991/92 | 40.    | 13     | 25.    | 59     | 4.          | 46          |

### Weltcupsiege
Brandt errang im Weltcup 8 Podestplätze, davon 4 Siege:
| Datum             | Ort       | Land        | Disziplin |
| ----------------- | --------- | ----------- | --------- |
| 12. März 1985     | Pila      | Italien     | Moguls    |
| 5. März 1988      | Oberjoch  | Deutschland | Moguls    |
| 10. März 1988     | La Clusaz | Frankreich  | Moguls    |
| 16. Dezember 1989 | Tignes    | Frankreich  | Moguls    |